# Rifargia mistura
Rifargia mistura är en fjärilsart som beskrevs av William Schaus 1906. Rifargia mistura ingår i släktet Rifargia och familjen tandspinnare. Inga underarter finns listade.